# موج‌سواری (رمان)
موج‌سواری (به انگلیسی: Taken at the Flood) رمانی جنایی اثر آگاتا کریستی است.
این کتاب که از مجموعه داستان‌های پوآرو می‌باشد در مارس ۱۹۴۸ در آمریکا توسط انتشارات داد، مید اند کمپانی با نام جزر و مد وجود دارد و در نوامبر همان سال توسط انتشارات کولینز کرایم کلوب در بریتانیا به چاپ رسیده‌است.
قیمت کتاب در بریتانیا هشت شیلینگ و شش پنسی و در آمریکا دو و نیم دلاربوده‌است.